# Revista da FAEEBA
A Revista da FAEEBA ou Revista da FAEEBA - Educação e Contemporaneidade é um periódico científico editado pela Universidade Estadual da Bahia que publica artigos científicos no campo da Educação e Pedagogia. Esta revista está indexada em várias bases como Latindex e DOAJ.
Fundada em 1992 pelos professores Yara Dulce Bandeira de Ataide e Jacques Jules Sonneville, ela publica artigos que articulem questões relativas à educação contemporânea com temas socioculturais relevantes.  
Na avaliação do Qualis realizada pela Coordenação de Aperfeiçoamento de Pessoal de Nível Superior (CAPES), este periódico foi classificado no extrato A2 para a área de Educação e B2 na área de História.

## Impacto científico de seus artigos
De acordo com o Google Scholar, até 23 de abril de 2023, os cinco artigos mais citados deste periódico eram:
|   | Título do artigo | Autores                                                                                         | Ano  | Temática                | Citações qualificadas |
| - | --- | ----------------------------------------------------------------------------------------------- | ---- | ----------------------- | --------------------- |
| 1 | O que é um estudo de caso qualitativo em educação                                                                              | Marli André                                                                                     | 2013 | Pesquisa educacional    | 849                   |
| 2 | Ambientes virtuais de aprendizagem: por autorias livres, plurais e gratuitas                                                   | Edméa Oliveira dos Santos                                                                       | 2002 | E-learning              | 144                   |
| 3 | Gamificação em espaços de convivência híbridos e multimodais: design e cognição em discussão                                   | Eliane Schlemmer                                                                                | 2014 | Docência                | 131                   |
| 4 | Design-based research ou pesquisa de desenvolvimento: metodologia para pesquisa aplicada de inovação em educação do século XXI | Alfredo Eurico Rodrigues Matta, Francisca de Paula Santos da Silva, Edivaldo Machado Boaventura | 2014 | Pesquisa educacional    | 125                   |
| 5 | Formação de professores e cibercultura: Novas práticas curriculares na educação presencial e a distância                       | Edméa Oliveira dos Santos                                                                       | 2002 | Formação de professores | 83                    |